# Tom Livingstone-Learmonth

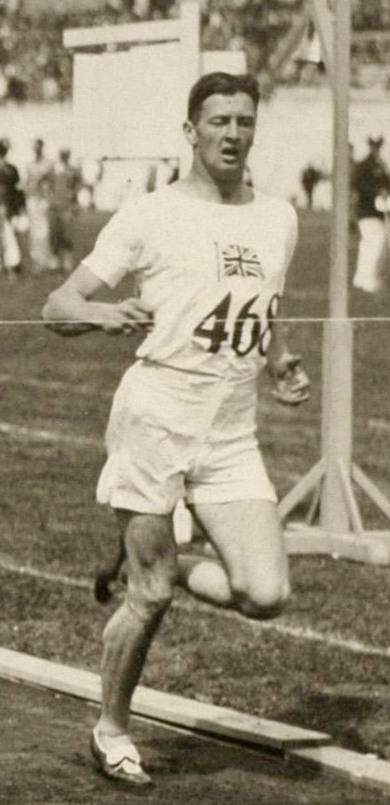
Tom Livingstone-Learmonth bei den Olympischen Spielen 1928

Tom Livingstone-Learmonth (eigentlich Thomas Carlisle Livingstone-Learmonth; * 5. Januar 1906 in Waratah, Newcastle, Australien; † 24. April 1931 in Khartum, Anglo-Ägyptischer Sudan) war ein britischer Hürdenläufer, der sich auf die 400-Meter-Distanz spezialisiert hatte.
Bei den Olympischen Spielen 1928 in Amsterdam wurde er Fünfter in 54,2 s. Im Halbfinale hatte er mit 54,0 s einen nationalen Rekord aufgestellt, den ihm im Finale der Sieger Lord Burghley mit 53,4 s entriss.